# Air Ivoire

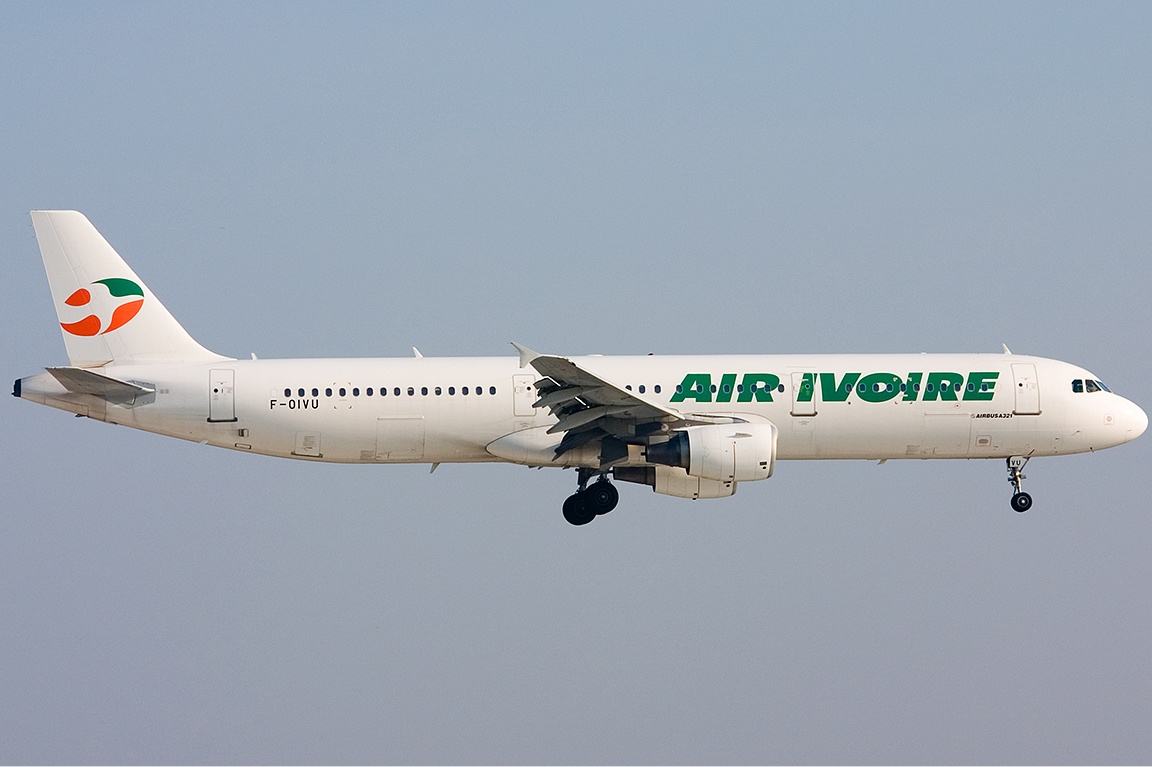
Airbus A321 da Air Ivoire.

A Air Ivoire foi uma companhia aérea da Costa do Marfim.